# Imbringen

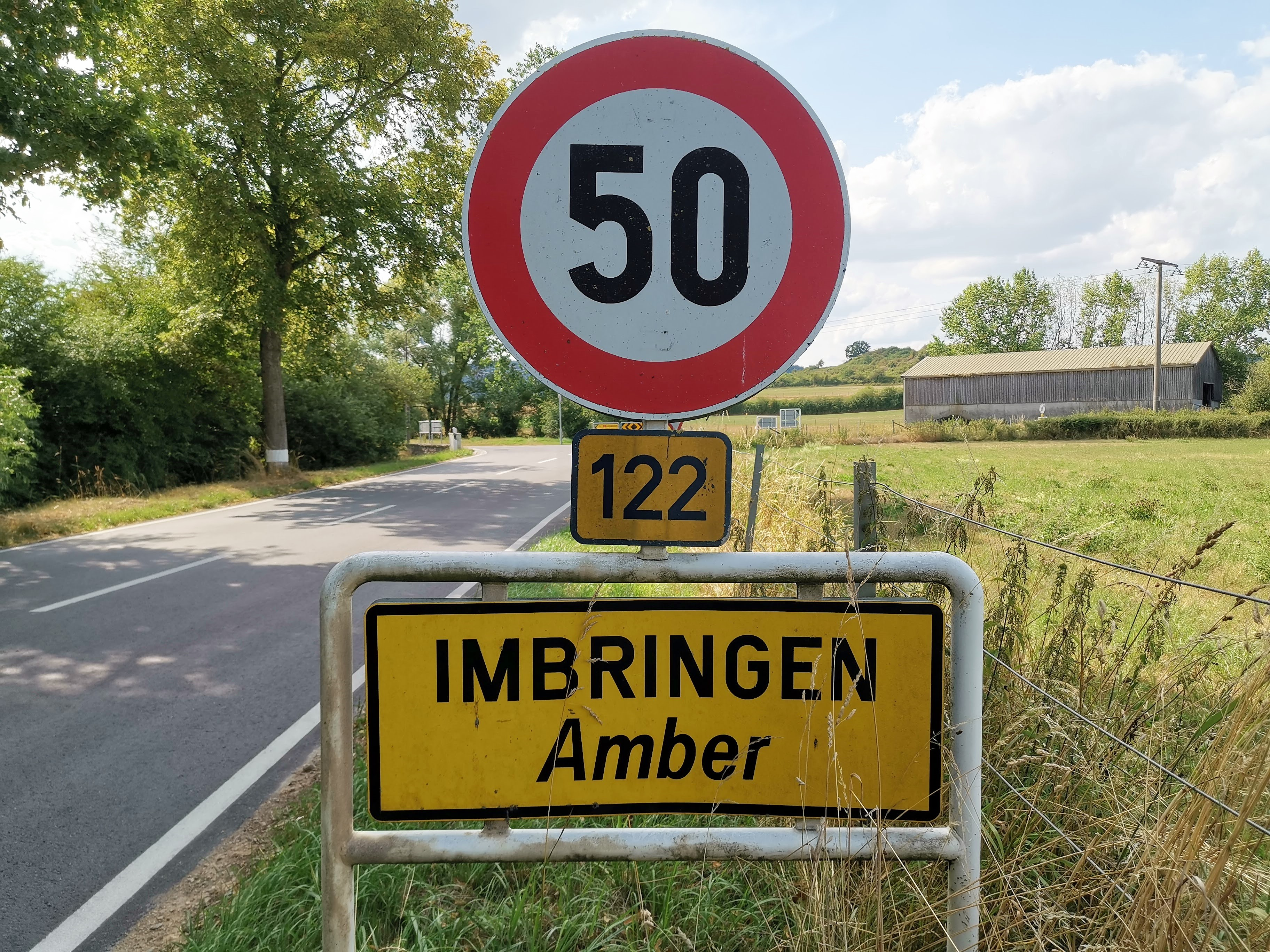

Imbringen (en luxemburguès: Amber; en alemany: Imbringen) és una vila de la comuna de Junglinster, situada al districte de Grevenmacher del cantó de Grevenmacher. Està a uns 10,7 km de distància de la ciutat de Luxemburg.